# Bumbeşti-Jiu
Bumbești-Jiu (rumænsk udtale: [bumˌbeʃtʲ ˈʒiw]  ( hør) er en by i distriktet Gorj i Oltenien, Rumænien, ved floden Jiu. Byen administrerer fire landsbyer: Curtişoara, Lăzăreşti, Pleşa og Tetila. Det blev officielt en by i 1989, som et resultat af Rumæniens landdistriktsreform.
Byen har 7.684 (2021) indbyggere.

## Beliggenhed
Bumbești-Jiu ligger i Karpaternes forbjerge i  Sydkarpaterne, mellem foden af bjergene Vâlcan i vest og Parâng i øst, på begge sider af floden Jiu (Schil). Distriktshovedstaden Târgu Jiu ligger omkring 20 km mod syd.

## Historie
Resterne af tre romerske fæstningsværker fra det 2. århundrede ligger på byens område. Klostrene Lainici og Vișina har været attesteret siden det 14. århundrede. Et dokument fra 1514 nævner Bumbeşti som tilhørende Vişina-klosteret.
Bumbeşti-Jiu var oprindeligt en mindre landsby domineret af landbrug og dyrehold. Siden begyndelsen af 1900-tallet og på grund af jernbaneforbindelsen, begyndte man at bosætte sig industrien, som hovedsageligt bestod af træ- og stenforarbejdning. Marmor og Granit blev udvundet i stenbrud. I 1989 fik Bumbeşti-Jiu bystatus.
Andre vigtige økonomiske sektorer i byen er våben- og metalindustri, fødevareforarbejdning, elproduktion og landbrug.